# Ozoroa
Ozoroa é um género botânico pertencente à família Anacardiaceae.

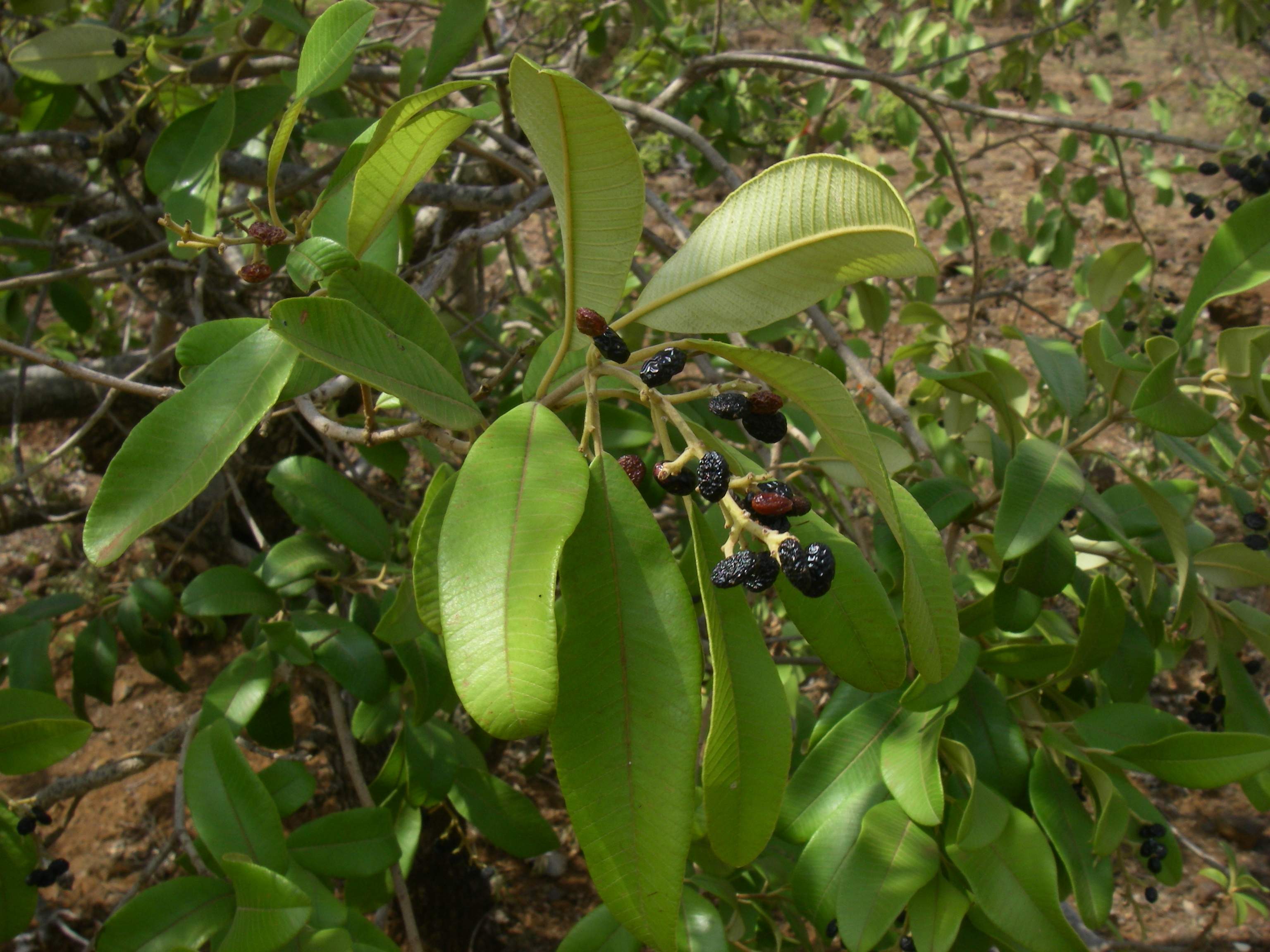
Ozoroa insignis

1. ↑  «Ozoroa — World Flora Online». www.worldfloraonline.org. Consultado em 19 de agosto de 2020